# Фокусирање
Фокусирање је техника која ради са умом и телом. Отац технике и оснивач психотерапије усредсређене на фокус је Еуген Гендлин, ученик Царла Рогерса. Он је створио процес у шест корака који служи за успостављање контакта са самим собом и његовим осећањима. Захваљујући својој једноставности и ефикасности, ова техника је интегрисана не само у психотерапију, већ и у арт терапију, у којој повећава проценат успешног лечења.
Техника фокусирања је, између осталог, заробљена у бајци о птичјој девојчици коју је написао Edwin Mc Mahon.

## Техника
Основа технике је рад са телесним сензацијама. Први корак је,  освешћивање тела у простору у коме се сада налазимо и пребацивање пажње на телесну перцепцију. Ако се појаве мисли или се почну појављивати неке велике теме, препоручљиво је пустити их да на тренутак нестану, на пример у облику облака.
Физичко опуштање и остављање мисли незапажено доноси олакшање само по себи и основа је опуштања.
Следећи корак у техници фокусирања је позивање на телесне сензације чекањем на оно што се појави у телу изван сензација.
У наредним корацима пажња се посвећује најизраженијим или централним осећањима. Праћењем осећања, именујемо их, допуштамо им да дођу до слика (затим се могу насликати) или геста, а ми можемо да радимо с њима, тражимо њихова значења и стављамо их у контекст наших живота.